# Santa Maria della Quercia (Viterbo)
Die Kirche Santa Maria della Quercia ist eine Wallfahrtskirche im Ortsteil La Quercia von Viterbo, Italien.

## Geschichte
Nach einer Legende hatte ein gewisser Meister Monetto um 1400 ein Madonnenbild auf einen alten römischen Ziegel gemalt. Dieses Bild wurde von einem Battista Juzzante an eine Eiche (ital. quercia) an der Straße von Viterbo nach Bagnaia geheftet. Das Bild wurde sehr bald als wundertätig betrachtet und man errichtete am Ort eine bescheidene Andachtsstätte.
Eine päpstliche Bulle Pauls II. ermächtigte 1467 die Gemeinde Viterbo eine Kirche zu Ehren dieses Gnadenbildes zu errichten. Man begann mit dem Bau 1470 unter der Leitung vom Maestro Danese da Viterbo. Als Architekten des Gebäudes werden bisweilen Bramante, Giuliano da Sangallo oder Antonio da Sangallo genannt. 1490 wurde Andrea Bregno mit der Anfertigung eines Altaraufbaus, der die Eiche mit dem Gnadenbild umfängt, beauftragt. 1867 erhielt sie den Rang einer Basilica minor. Von 1469 bis 1933 waren Kloster und Kirche unter der Obhut des Dominikanerordens. Seit 1933 ist es eine Pfarrei. 

## Das Äußere

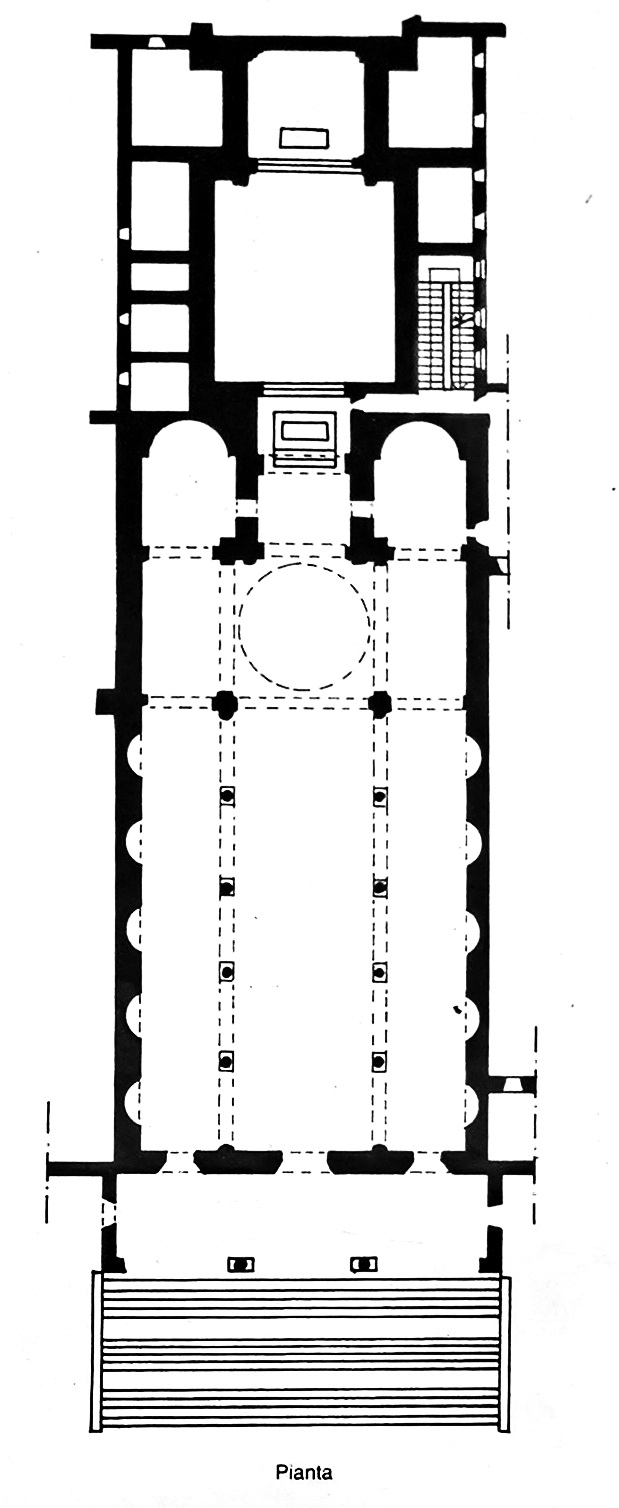
Grundriss

Die mächtige Fassade (1508–1517) erhebt sich hoch über einer weiten Treppe und ist von einfacher Strenge geprägt. Über dem gleichförmigen Bossenwerk aus dunklem Peperin ragt ein Tympanon mit dem Relief einer Eiche, die zwei Löwen (das Wappen von Viterbo) beschützt. Die Gliederung besteht aus zwei fein gearbeiteten Kandelabern und eleganten Portalen. Die Supraporten aus glasierter Terrakotta sind Werke des Andrea della Robbia (1508); dargestellt sind Heilige aus dem Dominikanerorden. Über dem Hauptportal befindet sich das Wappen Papst Julius II.
Der Campanile, errichtet 1481–1505 von Ambrogio da Milano, wurde im 17. Jahrhundert in der Höhe reduziert.

## Das Innere
Die Anlage des weiten Innenraums wird Giuliano da Sangallo zugeschrieben. Das Hauptschiff und die zwei Seitenschiffe werden von zwei Säulenreihen getragen. Die Schiffe sind von tiefen Apsiden abgeschlossen. Die Vierung ist von einer Kuppel überragt. 1861–1880 wurde die Kirche renoviert und das Presbyterium neu gestaltet.
Bemerkenswert ist die prächtige Kassettendecke von Antonio da Sangallo (1519–1524). Das Gold für die Decke wurde von Kaiser Karl V. Papst Paul III. geschenkt und von diesem der Kirche gespendet. Künstlerischer Höhepunkt in der Kirche ist der von Andrea Bregno 1490 ausgeführte marmorne Altartempel, der die Eiche mit dem Gnadenbild enthält.

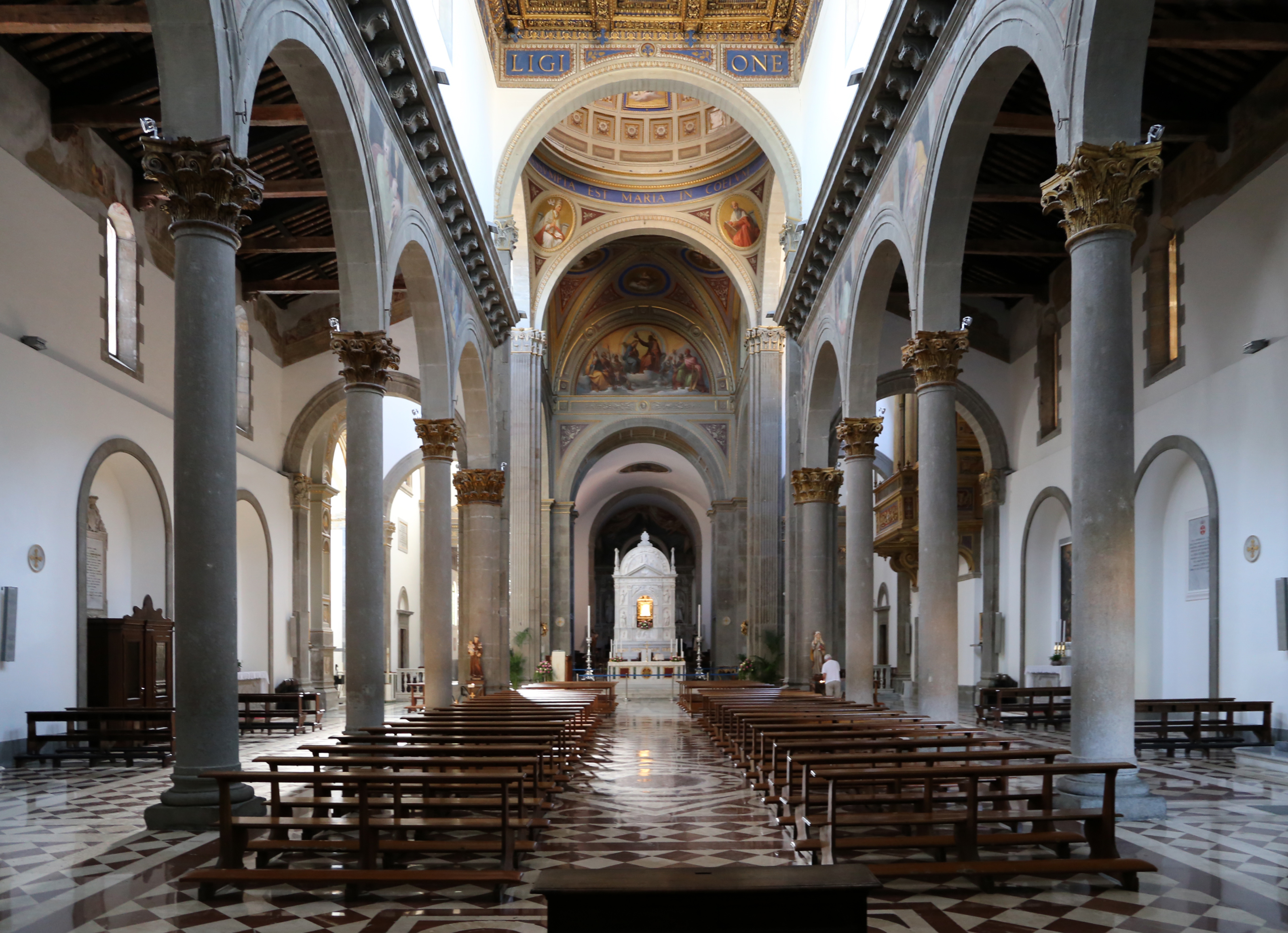
Hauptschiff
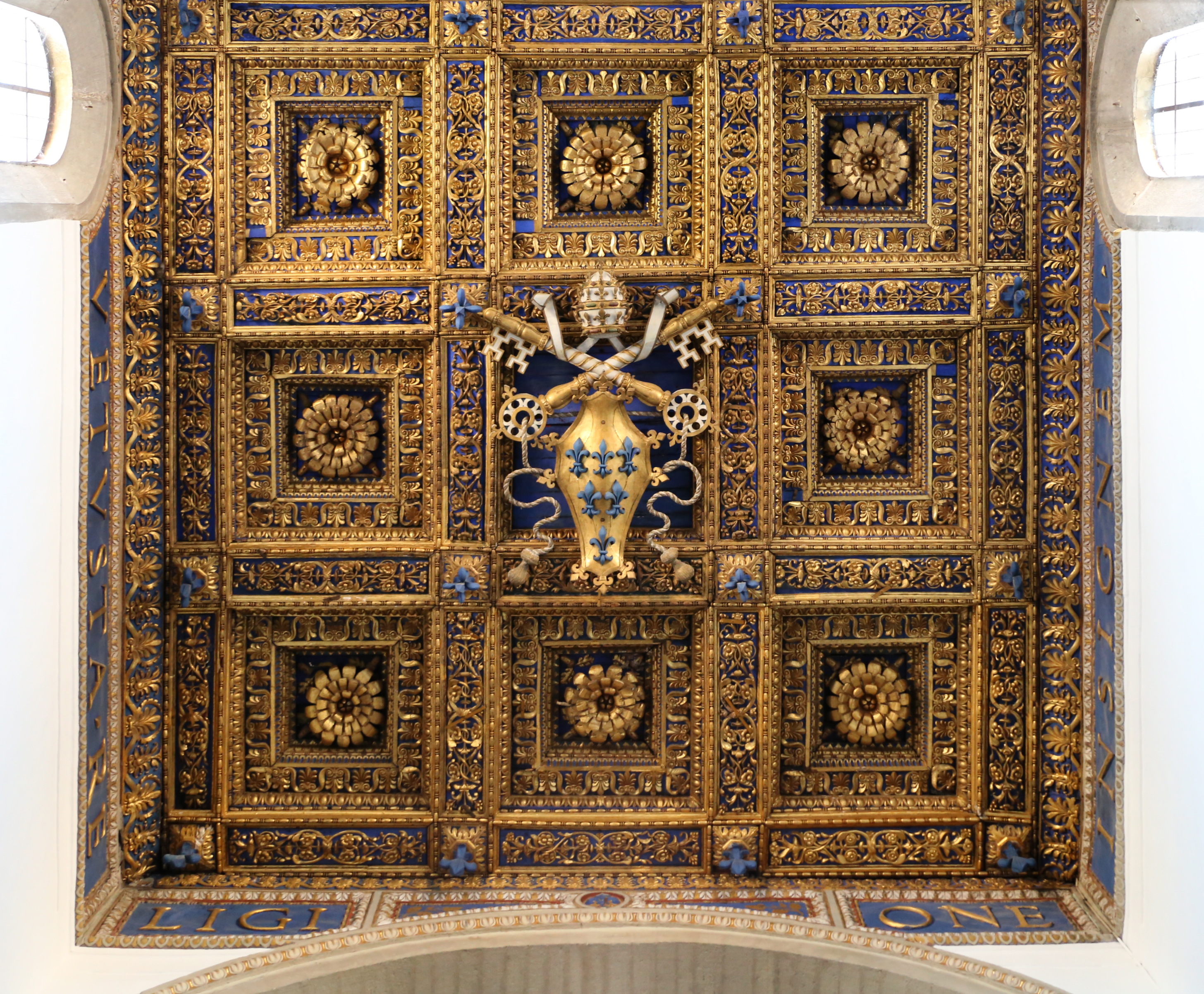
Die Decke
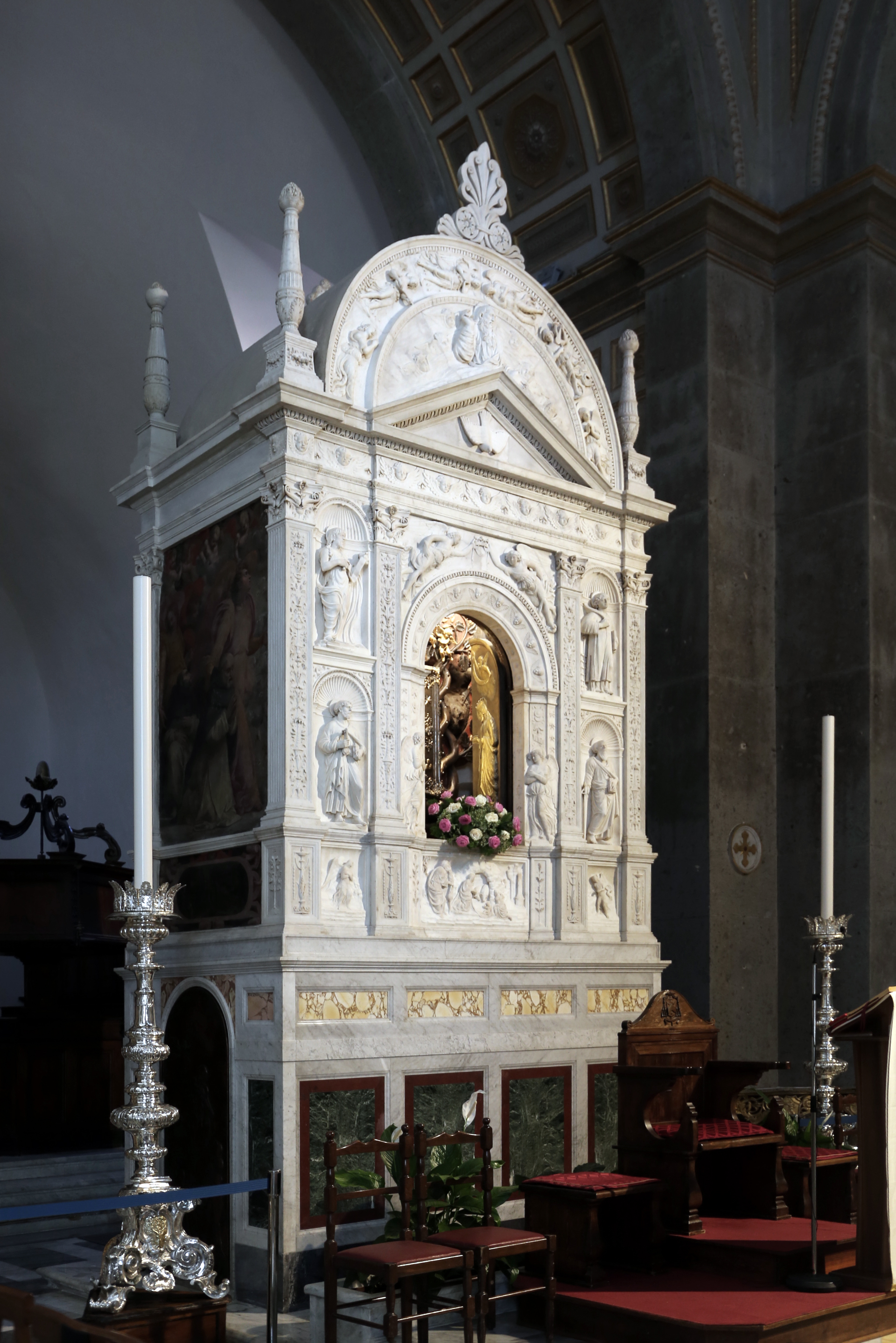
Altartabernakel von Andrea Bregno und Michele Tosini
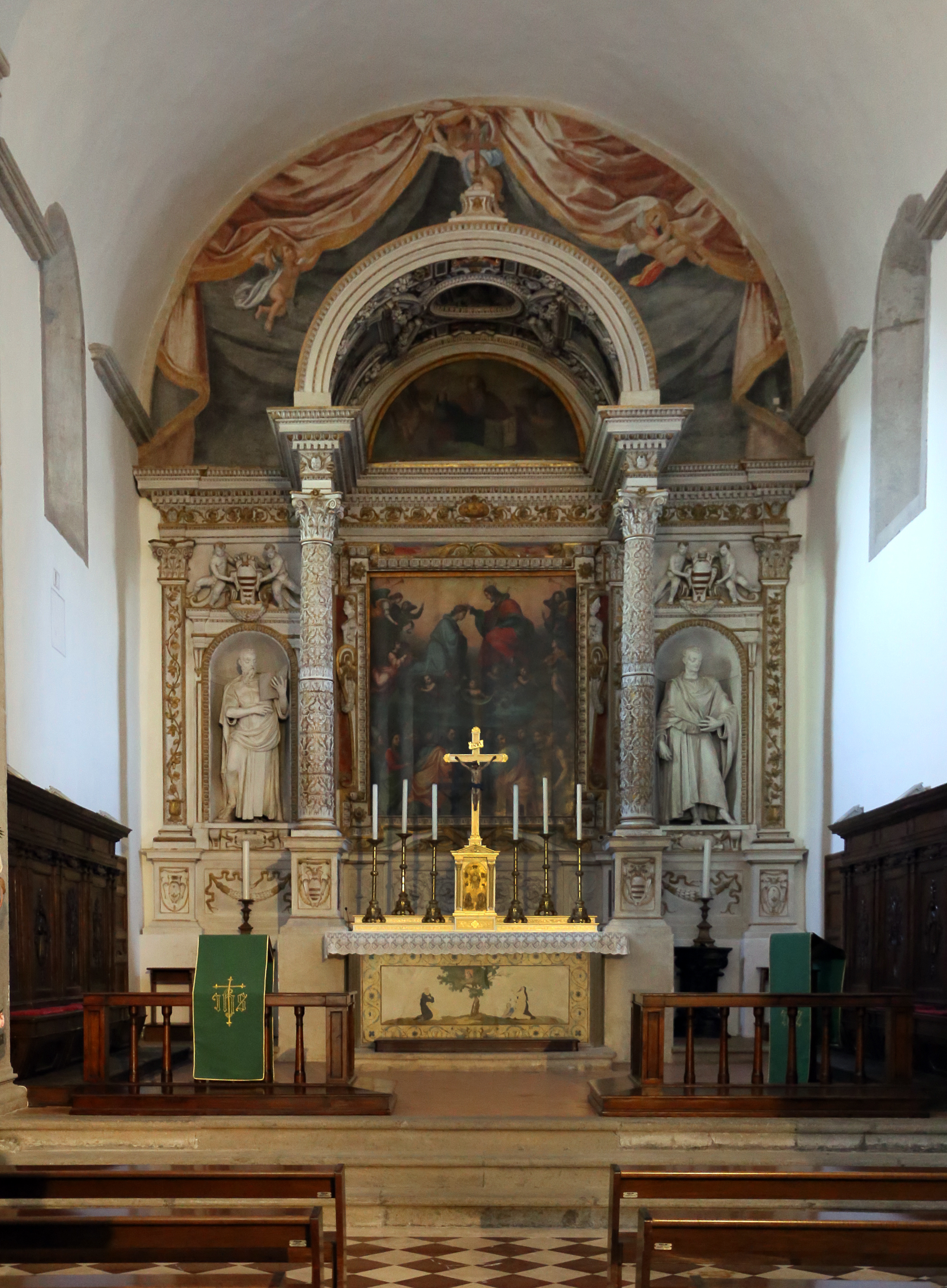
Der Hauptaltar
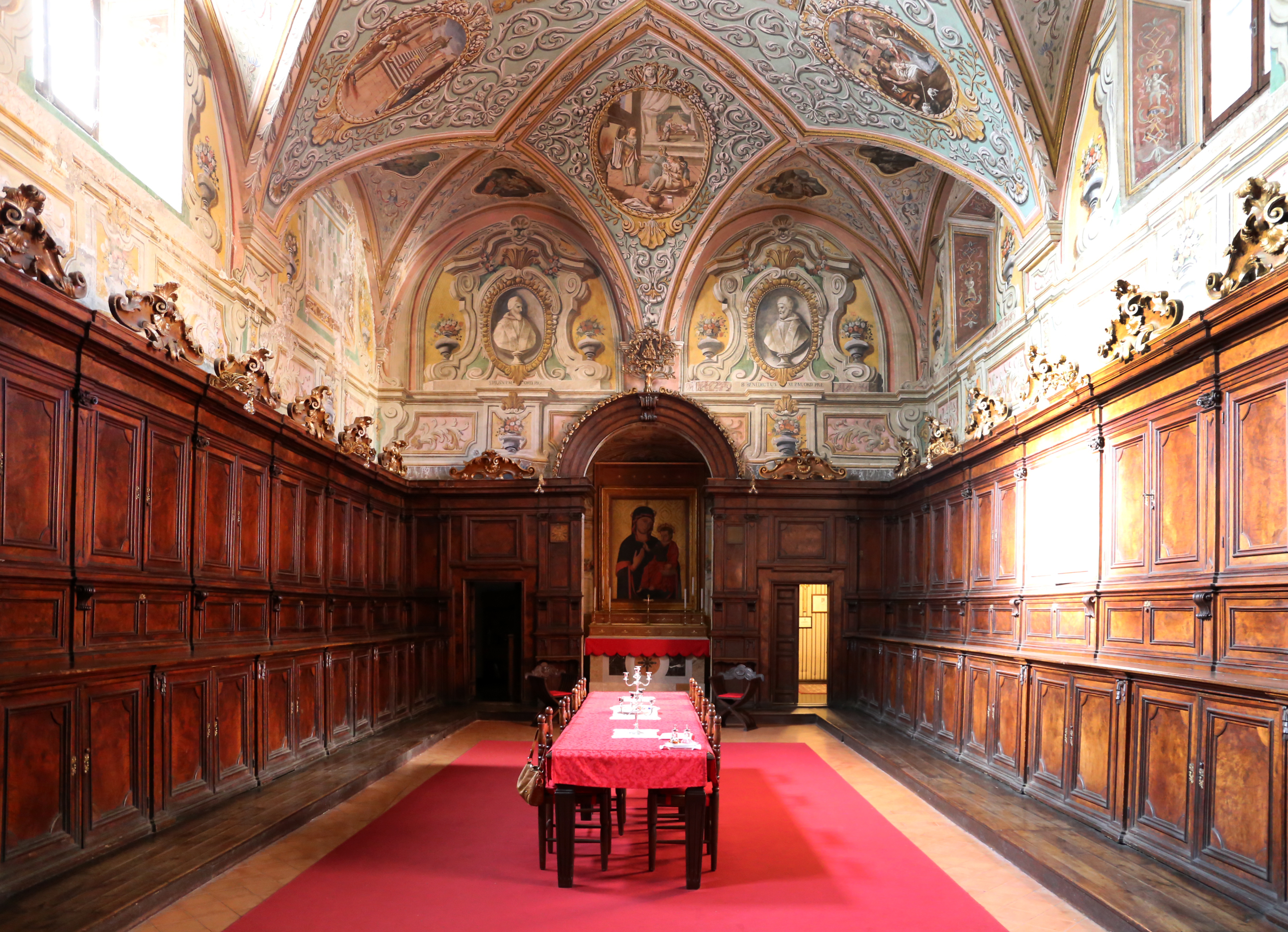
Die Sakristei
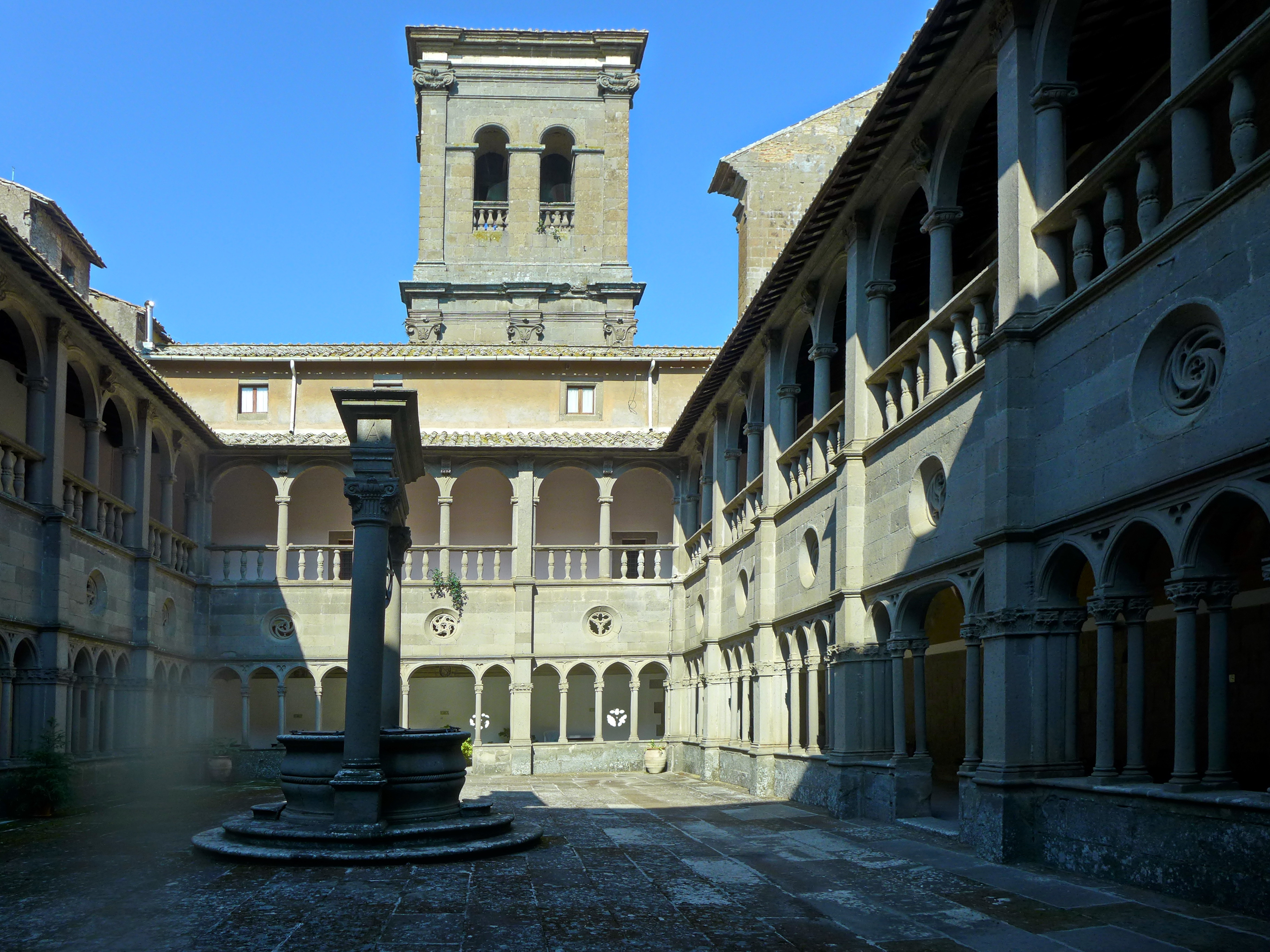
Kreuzgang

## Konvent und Kreuzgang
Anschließend an die Kirche befindet sich das ehemalige Dominikanerkloster mit einem zwischen 1479 und 1513 entstandenen Kreuzgang. 